# Santa Rosa, Ixtaczoquitlán
Santa Rosa är en ort i Mexiko.   Den ligger i kommunen Ixtaczoquitlán och delstaten Veracruz, i den sydöstra delen av landet, 230 km öster om huvudstaden Mexico City. Santa Rosa ligger 798 meter över havet och antalet invånare är 260.
Terrängen runt Santa Rosa är varierad. Runt Santa Rosa är det ganska tätbefolkat, med 100 invånare per kvadratkilometer. Närmaste större samhälle är Córdoba, 10,0 km nordost om Santa Rosa. I omgivningarna runt Santa Rosa växer i huvudsak städsegrön lövskog.